# Harrison Peak
Harrison Peak är en bergstopp i Antarktis. Den ligger i Östantarktis. Nya Zeeland gör anspråk på området. Toppen på Harrison Peak är 2 830 meter över havet, eller 691 meter över den omgivande terrängen. Bredden vid basen är 9,8 km.
Terrängen runt Harrison Peak är kuperad åt nordost, men åt sydväst är den bergig. Trakten är obefolkad. Det finns inga samhällen i närheten. 